# غلغت
غلغت (شينا: گلیت) هي عاصمة إقليم غلغت بلتستان في باكستان. تقع المدينة في وادي واسع بالقرب من نقطة التقاء نهر غلغت ونهر هنزه. تعد غلغت وجهة سياحية رئيسية في باكستان، وتعمل كمحور للرحلات الاستكشافية وتسلق الجبال في سلسلة جبال قَراقُرم.

## المناخ
يظهر الجدول التالي التغييرات المناخية على مدار السنة لغلغت:
| البيانات المناخية لـغلغت                      | البيانات المناخية لـغلغت | البيانات المناخية لـغلغت | البيانات المناخية لـغلغت | البيانات المناخية لـغلغت | البيانات المناخية لـغلغت | البيانات المناخية لـغلغت | البيانات المناخية لـغلغت | البيانات المناخية لـغلغت | البيانات المناخية لـغلغت | البيانات المناخية لـغلغت | البيانات المناخية لـغلغت | البيانات المناخية لـغلغت | البيانات المناخية لـغلغت |
| الشهر                                         | يناير                    | فبراير                   | مارس                     | أبريل                    | مايو                     | يونيو                    | يوليو                    | أغسطس                    | سبتمبر                   | أكتوبر                   | نوفمبر                   | ديسمبر                   | المعدل السنوي            |
| --------------------------------------------- | ------------------------ | ------------------------ | ------------------------ | ------------------------ | ------------------------ | ------------------------ | ------------------------ | ------------------------ | ------------------------ | ------------------------ | ------------------------ | ------------------------ | ------------------------ |
| الدرجة القصوى °م (°ف)                         | 17.5 (63.5)              | 22.0 (71.6)              | 29.4 (84.9)              | 37.2 (99.0)              | 41.5 (106.7)             | 43.5 (110.3)             | 46.3 (115.3)             | 43.8 (110.8)             | 41.6 (106.9)             | 36.0 (96.8)              | 28.0 (82.4)              | 24.5 (76.1)              | 46.3 (115.3)             |
| متوسط درجة الحرارة الكبرى °م (°ف)             | 9.6 (49.3)               | 12.6 (54.7)              | 18.4 (65.1)              | 24.2 (75.6)              | 29.0 (84.2)              | 34.2 (93.6)              | 36.2 (97.2)              | 35.3 (95.5)              | 31.8 (89.2)              | 25.6 (78.1)              | 18.4 (65.1)              | 11.6 (52.9)              | 19.4 (66.9)              |
| متوسط درجة الحرارة الصغرى °م (°ف)             | −2.7 (27.1)              | 0.4 (32.7)               | 5.4 (41.7)               | 9.2 (48.6)               | 11.8 (53.2)              | 14.9 (58.8)              | 18.2 (64.8)              | 17.5 (63.5)              | 12.4 (54.3)              | 6.3 (43.3)               | 0.4 (32.7)               | −2.3 (27.9)              | 6.2 (43.2)               |
| أدنى درجة حرارة °م (°ف)                       | −10.0 (14.0)             | −8.9 (16.0)              | −3.0 (26.6)              | 1.1 (34.0)               | 3.9 (39.0)               | 5.1 (41.2)               | 10.0 (50.0)              | 9.8 (49.6)               | 3.0 (37.4)               | −2.5 (27.5)              | −8.5 (16.7)              | −11.1 (12.0)             | −11.1 (12.0)             |
| معدل هطول الأمطار مم (إنش)                    | 4.6 (0.18)               | 6.7 (0.26)               | 11.8 (0.46)              | 24.4 (0.96)              | 25.1 (0.99)              | 8.9 (0.35)               | 14.6 (0.57)              | 14.9 (0.59)              | 8.1 (0.32)               | 6.3 (0.25)               | 2.4 (0.09)               | 5.1 (0.20)               | 107.8 (4.24)             |
| متوسط الرطوبة النسبية (%) (at {{{time day}}}) | 51.3                     | 34.6                     | 26.7                     | 27.6                     | 26.6                     | 23.7                     | 29.8                     | 36.8                     | 36.7                     | 42.2                     | 49.1                     | 55.0                     | 36.7                     |
| المصدر: Pakistan Meteorological Department    |                          |                          |                          |                          |                          |                          |                          |                          |                          |                          |                          |                          |                          |

## أعلام
- ديانا بك
- محمد كريم